# Hemilia striata
Hemilia striata är en skalbaggsart som beskrevs av Hippolyte Louis Gory och Achille Rémy Percheron 1833. Hemilia striata ingår i släktet Hemilia och familjen Cetoniidae. Inga underarter finns listade i Catalogue of Life.